# Sergio Rico
Sergio Rico González (Siviglia, 1º settembre 1993) è un calciatore spagnolo, portiere dell'Al-Gharafa.

## Biografia

### Grave incidente
Il 28 maggio del 2023 viene ricoverato in gravi condizioni presso l’ospedale Virgen del Rocio di Siviglia dopo essere rimasto vittima di un infortunio alla testa dopo uno scontro con un cavallo imbizzarrito che lo ha colpito. Nell'ultima partita di campionato giocata il 3 giugno contro il Clermont, i suoi compagni del PSG vestono una maglia con il suo nome sulla schiena, per testimoniargli la loro vicinanza e il loro sostegno. Il 19 luglio esce dal coma indotto  e viene dimesso il 18 agosto seguente.

## Carriera

### Club

#### Siviglia
Inizia la sua carriera calcistica nelle giovanili del Siviglia per poi approdare nel 2011 al Siviglia Atlético, dove rimane per tre anni. Il 14 settembre 2014 fa il suo esordio in prima squadra con la maglia del Siviglia in Liga nella partita vinta per 2-0 contro il Getafe. Nel corso della stagione si mette in evidenza, sostituendo spesso l'infortunato portiere titolare Beto, e dopo buone prestazioni il club andaluso decide di rinnovargli il contratto in scadenza, fino al 30 giugno 2017. Possiede una clausola di 30 milioni di euro, sottoscritta nel rinnovo del contratto, fino al 2019. Il 14 agosto 2017 rinnova fino al giugno 2021 il suo contratto con i Rojiblancos.

#### Fulham
Il 9 agosto 2018 lascia il club andaluso accasandosi in prestito al Fulham. Debutta con i Cottagers il 27 ottobre successivo, in una sconfitta contro il Bournemouth. Successivamente, date le sue discrete prestazioni, viene impiegato come titolare scalzando Marcus Bettinelli. Al termine di un'annata negativa per il club che retrocede da penultimo in classifica, torna al Siviglia.

#### PSG
Il 1º settembre 2019 viene ceduto nuovamente a titolo temporaneo, questa volta al Paris Saint-Germain, con i quali vince campionato e coppa nazionale e, per la prima volta nella storia del club parigino, disputa la finale di Champions League persa contro il Bayern Monaco. Il 29 giugno il suo prestito viene esteso per altri due mesi. Il 5 settembre 2020, viene riscattato dai francesi per 6 milioni di euro, firmando un contratto quadriennale fino al 2024. Dopo l'arrivo di Gianluigi Donnarumma nel luglio 2021 viene spostato a terzo portiere.

#### Maiorca e ritorno a Parigi
Il 21 gennaio 2022 passa in prestito al Maiorca fino al giugno successivo. Debutta con gli spagnoli il 2 febbraio seguente, in una sconfitta contro il Rayo Vallecano valida per i quarti di finale di Coppa del Re. Nel corso della sua permanenza al club riuscirà a spodestare il titolare Manuel Reina Rodríguez. Tuttavia, in seguito a una rocambolesca sconfitta casalinga contro il Granada che costò la retrocessione al proprio club, non venne più impiegato.
Torna al PSG nel mese di luglio, ma non riuscirà mai a trovare spazio. Complice il grave incidente occorsogli nel maggio 2023, non disputerà alcuna gara ufficiale per tutta l'annata 2023-2024. Al termine della stessa decide di non rinnovare il contratto con i parigini, rimanendo svincolato.

#### Al Gharafa
Dopo esser rimasto svincolato, il 26 settembre 2024 si trasferisce a titolo definitivo nell'Al-Gharafa.

### Nazionale
Il 26 maggio 2015 viene convocato per la prima volta in assoluto, dalla nazionale spagnola dal CT. Del Bosque, per le gare contro Costa Rica e Bielorussia, nelle quali però rimane in panchina senza mai giocare. Debutta ufficialmente il 1º giugno 2016 dove subentra al 74º al posto di Iker Casillas, nell'amichevole giocata contro la Corea del Sud.
Convocato per gli Europei 2016 in Francia, durante la manifestazione continentale non scende in campo.

## Statistiche

### Presenze e reti nei club
Statistiche aggiornate al 17 febbraio 2025.
| Stagione                   | Squadra                    | Campionato                 | Campionato | Campionato | Coppe nazionali | Coppe nazionali | Coppe nazionali | Coppe continentali | Coppe continentali | Coppe continentali | Altre coppe | Altre coppe | Altre coppe | Totale | Totale |
| Stagione                   | Squadra                    | Comp                       | Pres       | Reti       | Comp            | Pres            | Reti            | Comp               | Pres               | Reti               | Comp        | Pres        | Reti        | Pres   | Reti   |
| -------------------------- | -------------------------- | -------------------------- | ---------- | ---------- | --------------- | --------------- | --------------- | ------------------ | ------------------ | ------------------ | ----------- | ----------- | ----------- | ------ | ------ |
| 2010-2011                  | Siviglia Atlético          | SDB                        | 1          | -1         | -               | -               | -               | -                  | -                  | -                  | -           | -           | -           | 1      | -1     |
| 2011-2012                  | Siviglia Atlético          | SD                         | 2          | -2         | -               | -               | -               | -                  | -                  | -                  | -           | -           | -           | 2      | -2     |
| 2012-2013                  | Siviglia Atlético          | SD                         | 10         | -20        | -               | -               | -               | -                  | -                  | -                  | -           | -           | -           | 10     | -20    |
| 2013-2014                  | Siviglia Atlético          | SD                         | 22         | -36        | -               | -               | -               | -                  | -                  | -                  | -           | -           | -           | 22     | -36    |
| ago. 2014                  | Siviglia Atlético          | SD                         | 1          | -1         | -               | -               | -               | -                  | -                  | -                  | -           | -           | -           | 1      | -1     |
| Totale Siviglia Atlético   | Totale Siviglia Atlético   | Totale Siviglia Atlético   | 36         | -60        |                 |                 |                 |                    |                    |                    |             |             |             | 36     | -60    |
| 2014-2015                  | Siviglia                   | PD                         | 21         | -24        | CR              | 5               | -6              | UEL                | 11                 | -9                 | SU          | 0           | 0           | 37     | -39    |
| 2015-2016                  | Siviglia                   | PD                         | 34         | -42        | CR              | 5               | -4              | UCL+UEL            | 6 + 0              | -11 + 0            | SU          | 0           | 0           | 45     | -57    |
| 2016-2017                  | Siviglia                   | PD                         | 35         | -45        | CR              | 1               | -3              | UCL                | 8                  | -6                 | SU+SS       | 1+2         | -3 + -5     | 47     | -62    |
| 2017-2018                  | Siviglia                   | PD                         | 24         | -39        | CR              | 6               | -4              | UCL                | 10                 | -16                | -           | -           | -           | 40     | -59    |
| ago. 2018                  | Siviglia                   | PD                         | -          | -          | CR              | -               | -               | UEL                | 1                  | -1                 | -           | -           | -           | 1      | -1     |
| Totale Siviglia            | Totale Siviglia            | Totale Siviglia            | 114        | -150       |                 | 17              | -17             |                    | 36                 | -43                |             | 3           | -8          | 170    | -218   |
| 2018-2019                  | Fulham                     | PL                         | 29         | -56        | FA+CdL          | 0+3             | -3              | -                  | -                  | -                  | -           | -           | -           | 32     | -59    |
| 2019-2020                  | Paris Saint-Germain        | L1                         | 2          | -4         | CF+CdL          | 3+2             | 0 + -2          | UCL                | 3                  | 0                  | SF          | -           | -           | 10     | -6     |
| 2020-2021                  | Paris Saint-Germain        | L1                         | 10         | -9         | CF              | 3               | 0               | UCL                | 0                  | 0                  | SF          | 0           | 0           | 13     | -9     |
| 2021-gen. 2022             | Paris Saint-Germain        | L1                         | 1          | -1         | CF              | 0               | 0               | UCL                | 0                  | 0                  | SF          | 0           | 0           | 1      | -1     |
| gen.-giu. 2022             | Maiorca                    | PD                         | 14         | -29        | CR              | 1               | -1              | -                  | -                  | -                  | -           | -           | -           | 15     | -30    |
| 2022-2023                  | Paris Saint-Germain        | L1                         | 0          | 0          | CF              | 0               | 0               | UCL                | 0                  | 0                  | SF          | 0           | 0           | 0      | 0      |
| 2023-2024                  | Paris Saint-Germain        | L1                         | -          | -          | CF              | -               | -               | UCL                | -                  | -                  | SF          | -           | -           | -      | -      |
| Totale Paris Saint-Germain | Totale Paris Saint-Germain | Totale Paris Saint-Germain | 13         | -14        |                 | 8               | -2              |                    | 3                  | 0                  |             | 0           | 0           | 24     | -16    |
| 2024-2025                  | Al-Gharafa                 | QSL                        | 0          | 0          | QSC             | 0               | 0               | ACL                | 7                  | -15                | -           | -           | -           | 7      | -15    |
| Totale carriera            | Totale carriera            | Totale carriera            | 206        | -309       |                 | 29              | -23             |                    | 46                 | -58                |             | 3           | -8          | 284    | -398   |

### Cronologia presenze e reti in nazionale
| Cronologia completa delle presenze e delle reti in nazionale ― Spagna | Cronologia completa delle presenze e delle reti in nazionale ― Spagna | Cronologia completa delle presenze e delle reti in nazionale ― Spagna | Cronologia completa delle presenze e delle reti in nazionale ― Spagna | Cronologia completa delle presenze e delle reti in nazionale ― Spagna | Cronologia completa delle presenze e delle reti in nazionale ― Spagna | Cronologia completa delle presenze e delle reti in nazionale ― Spagna | Cronologia completa delle presenze e delle reti in nazionale ― Spagna |
| Data                                                                  | Città                                                                 | In casa                                                               | Risultato                                                             | Ospiti                                                                | Competizione                                                          | Reti                                                                  | Note                                                                  |
| --------------------------------------------------------------------- | --------------------------------------------------------------------- | --------------------------------------------------------------------- | --------------------------------------------------------------------- | --------------------------------------------------------------------- | --------------------------------------------------------------------- | --------------------------------------------------------------------- | --------------------------------------------------------------------- |
| 1-6-2016                                                              | Wals-Siezenheim                                                       | Spagna                                                                | 6 – 1                                                                 | Corea del Sud                                                         | Amichevole                                                            | -1                                                                    | 74’                                                                   |
| Totale                                                                |                                                                       | Presenze                                                              | 1                                                                     |                                                                       | Reti                                                                  | -1                                                                    |                                                                       |

## Palmarès

### Club

#### Competizioni nazionali
- Coppa di Lega francese: 1

Paris Saint-Germain: 2019-2020
- Campionato francese: 3

Paris Saint-Germain: 2019-2020, 2022-2023,  2023-2024
- Coppa di Francia: 3

Paris Saint-Germain: 2019-2020, 2020-2021, 2023-2024
- Supercoppa francese: 3

Paris Saint-Germain: 2020, 2022, 2023

#### Competizioni internazionali
- UEFA Europa League: 2

Siviglia: 2014-2015, 2015-2016

### Individuale
- Squadra della stagione della UEFA Europa League: 1

2014-2015